# Мессьє 80
Мессьє 80 (також відоме, як М80 або NGC  6093
) — кулясте скупчення в сузір'ї Скорпіона.

## Історія відкриття
Скупчення було відкрито Шарлем Мессьє 4 січня 1781 року.

## Цікаві характеристики

Мессьє 80

З видимим діаметром близько 10' і на відстані? що становить близько 32 600 світлових років, просторовий діаметр становить близько 95 світлових років. Воно містить кілька сотень тисяч зірок, і є одним із найбільш густонаселених кулястих скупчень у галактиці Чумацький Шлях.
М80 містить відносно велику кількість блакитних зірок, які можуть виявитися набагато молодшими від самого кластеру. Вважається, що ці зірки втратили частину своїх зовнішніх шарів внаслідок близьких контактів з іншими членами скупчення або, можливо, в результаті зіткнень між зірками в щільному кластері.
21 травня 1860 у скупченні була виявлена наднова зоря, з видимою зоряною величиною 7,87. Ця наднова змінна зоря досягає абсолютної зоряної величини -8,5, та коротко тьмарить усе скупчення.

## Спостереження

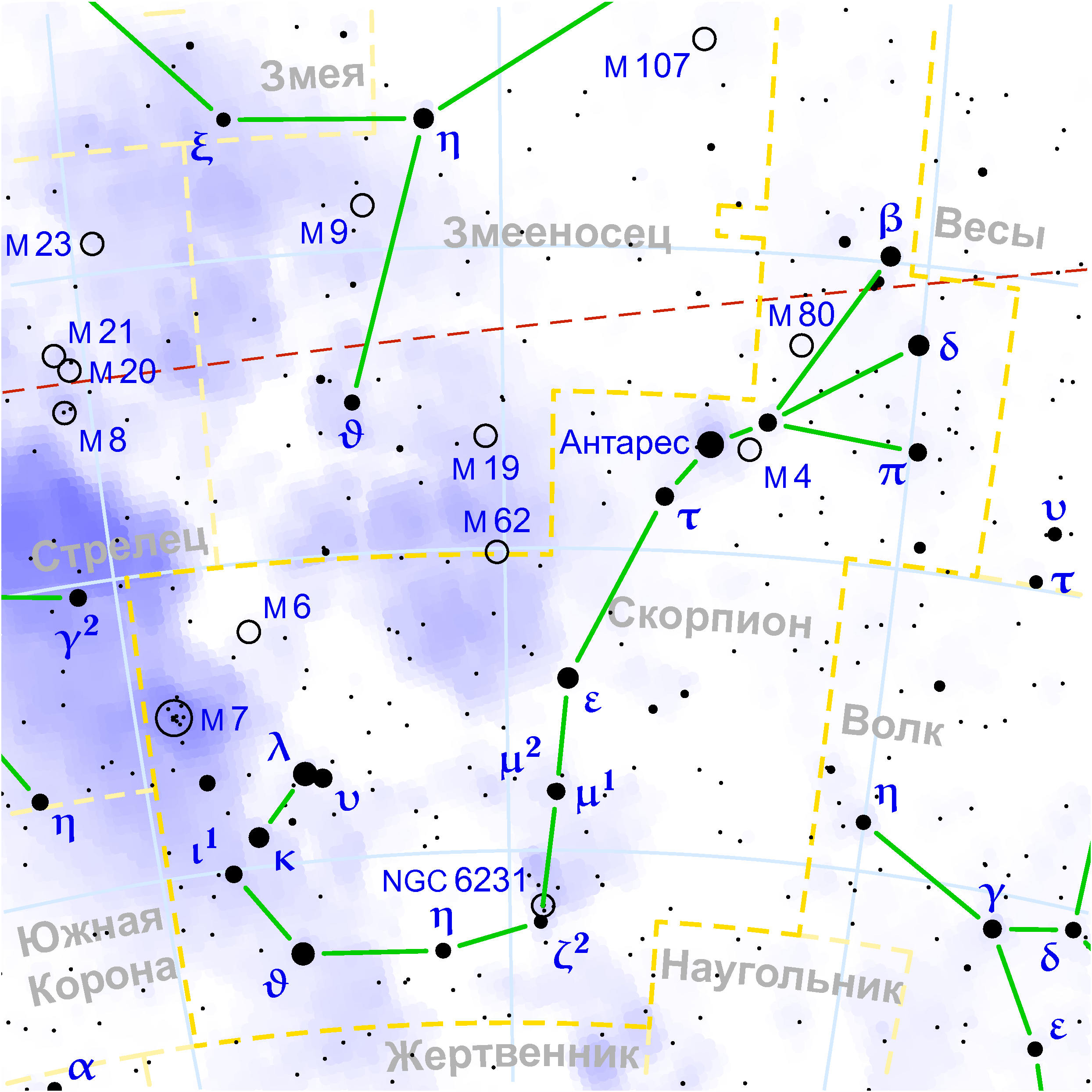
М80 в сузір'ї Скорпіона

M80 знаходиться посередині між α Скорпіона ( Антарес ) і β Скорпіона (Акраб) в частині Чумацького Шляху, багатого туманностями. Його можна побачити в середній аматорський телескоп як строкату світлову кулю.

## Навігатори
Координати:  16г 17м 02.51с, −22° 58′ 30.4″